# اثر تالبوت

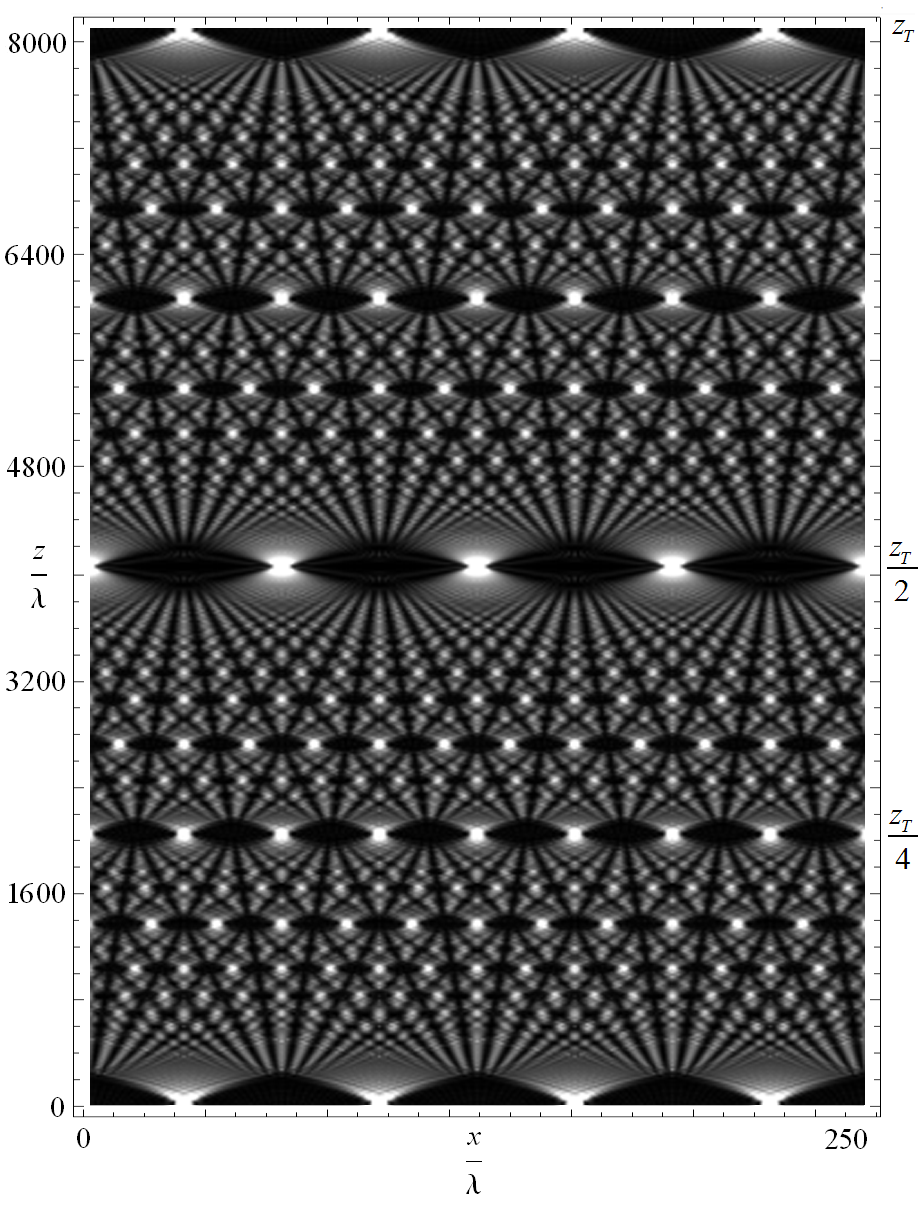
اثر نوری تالبوت برای نور تک رنگ ، که به عنوان "فرش تالبوت" نشان داده شده. در پایین شکل نور به صورت پراش از طریق یک مشبک دیده می شود و این الگوی دقیق در بالای تصویر نیز تولید می شود (یک طول تالبوت با مشبک فاصله دارد). در نیمه راه می بینید که تصویر به سمت دیگر منتقل شده است و در کسری منظم از طول تالبوت تصاویر فرعی به وضوح دیده می شود.

اثر تالبوت (به انگلیسی: Talbot effect) یک اثر پراش است که اولین بار در سال 1836 توسط هنری فاکس تالبوت مشاهده شد. 
هنگامی که موج صفحه ای با یک توری پراش برخورد می کند ، تصویر توری در فواصل منظم تکرار می شود.
در برخورد نور با یک جسم پریودیک (عمدتاً در هندسه ی بلوری) ، هر پریود از جسم به صورت یک چشمه ی نقطه ای عمل کرده و تابش مجدد خواهد داشت. برهم نهی نور های عبوری بر اساس نظریه ی پراش توصیف شده، و در نتیجه ی آن تصاویر تکرار شونده ای در فواصل معین ایجاد می شوند و آن را اثر تالبوت می‌نامند. این فاصله منظم را طول تالبوت و تصاویر تکراری را تصاویر تالبوت یا خود تصویر (به انگلیسی: Self Image) می نامند. برای ایجاد این اثر از نور تکفام استفاده شده و در غیر اینصورت در اثر برهم نهی، طول موج های مختلف همپوشانی کرده و تشخیص طرح را مشکل می سازند.
همچنین در کسرهای منظم کوچکتر از طول تالبوت ، تصاویر فرعی نیز مشاهده می شود. در فواصل میانی هر دو طرح تالبوت پی در پی، که فواصل نیم-تالبوت نامیده میشود مجدداً همان ساختار شدت منتها با یک جابجایی عرضی به اندازه نصف گام طرح تناوبی اولیه نمایان میشوند (بنابراین دو برابر بیشتر تصاویر دیده می شود).  بعلاوه، در فواصل میانی دو فاصله تالبوت و نیم-تالبوت پی در پی، که فاصله ربع-تالبوت نامیده میشود، دوره و اندازه تصاویر دوباره نصف می شود و به همین ترتیب یک الگوی تقسیم شونده از تصاویر فرعی با اندازه رو به کاهش که اغلب فرش تالبوت نامیده می شود ، ایجاد می شود. این پدیده را میتوان تولید هماهنگ دوم فضایی نام نهاد.
این اثر می تواند مبنای اندازه گیری برای هرگونه تغییر شکل ایجاد شده در ساختار پریودیک در نظر گرفته شود.

## محاسبه طول تالبوت
لرد ریلی نشان داد که اثر تالبوت نتیجه طبیعی پراش فرنل است و طول تالبوت را با فرمول زیر می توان یافت: 
{\displaystyle Z_{t}={2a^{2} \over \lambda }}
که در آن a دوره توری پراش است و λ طول موج نور تابشی روی توری است. اگر طول موج  λبا دوره ی توری a قابل مقایسه باشد ، این عبارت ممکن است منجر به خطای 100% در مقدار  شود.  در این حالت باید از عبارت دقیق محاسبه شده توسط لرد ریلی استفاده شود:
{\displaystyle Z_{t}={\lambda  \over 1-{\sqrt {1-{\lambda ^{2} \over \!a^{2}}}}}}